# Himantura lobistoma
Himantura lobistoma  (лат.) — малоизученный вид рода хвостоколов из семейства хвостоко́ловых отряда хвостоколообразных надотряда скатов. Они обитают в тропических солоноватых водах эстуариев рек и мангровых зарослей вдоль юго-западного побережья Борнео и южных берегов Суматры. Максимальная зарегистрированная ширина диска 100 см. Грудные плавники этих скатов срастаются с головой, образуя ромбовидный диск. Рыло удлинённое и заострённое. Окраска дорсальной поверхности диска ровного сероватого или коричневатого цвета. Кожа покрыта мелкой плоской чешуёй. Вид страдает от интенсивного рыбного промысла и ухудшения условий среды обитания. 
Подобно прочим хвостоколообразным Himantura lobistoma размножаются яйцеживорождением. Эмбрионы развиваются в утробе матери, питаясь желтком и гистотрофом. Рацион этих скатов состоит в основном из ракообразных. 

## Таксономия и филогенез
Первая особь нового вида была поймана в Южно-Китайском море и идентифицирована как Dasyatis microphthalmus в 1999 году, вид, с сомнительным названием. Himantura lobistoma был научно описан в 2006 году. Видовой эпитет происходит от слова греч. λοβός — «доля», «лепесток», «лопасть» и греч. στόμα — «рот». Типовые экземплярыы: эмбрион самца с диском шириной 18,4 см, взрослый самец с диском шириной 60 см, полученные в районе Саравака, Малайзия (02°54′ с. ш. 112°06′ в. д.); самки с диском шириной 34,3—51,6 см, обнаруженные на рыбном рынке в Сараваке. Паратипы: взрослый самец с диском шириной 49,2 см, неполовозрелый самец с диском шириной 28 см и самка с диском шириной 32,7 см, пойманные в районе Саравака. 
Himantura lobistoma принадлежит к комплексу видов, в который также входят H. chaophraya, Himatura granulata, Himantura hortlei, Himantura pastinacoides и Himantura uarnacoides.

## Ареал и места обитания
Himantura lobistoma являются эндемиками вод Южно-Китайского моря. Они обитают у южного побережья Суматры и юго-западного побережья Борнео. Эти скаты встречаются у берега на мелководье на глубине до 30 м. Заплывают в солоноватые эстуарии рек и мангровые заросли. 

## Описание
Грудные плавники этих скатов срастаются с головой, образуя ромбовидный диск, длина слегка раза превышает ширину. «Крылья» широко закруглены. Передний край диска сильно выгнут, формируя треугольное узкое рыло. Позади мелких глаз расположены крупные каплевидные брызгальца. На вентральной поверхности диска расположены 5 пар S-образных жаберных щелей, рот и ноздри. Между ноздрями пролегает лоскут кожи с бахромчатым нижним краем. Рот прямой, отростки на дне ротовой полости отсутствуют. Челюсти способны сильно выдвигаться вперёд, образуя раструб, длина которого превосходит ширину рта. Среди представителей комплекса видов, упомянутого выше, эта характеристика является уникальной. Мелкие притуплённые зубы выстроены в шахматном порядке и образуют плоскую поверхность. Во рту имеется 29—34 верхних и 31—36 нижних зубных рядов. Половой диморфизм по форме зубов не наблюдается.
Брюшные плавники короткие и могут быть повёрнуты вперёд. У самцов имеются короткие утолщённые птеригоподии. Кнутовидный тонкий хвост более чем в 2 раза превышает длину диска. Кожные складки на хвостовом стебле отсутствуют. На дорсальной поверхности хвостового стебля расположен тонкий шип, соединённый протоками с ядовитой железой. У некоторых взрослых особей шип отсутствует. Дорсальная поверхность диска плотно покрыта крошечными чешуйками, которые располагаются широкой полосой от области между глазами до хвоста. Эта полоса присутствует у скатов с рождения. На уровне «плеч» расположен ряд из 1—5 овальных крупных чешуй. Окраска дорсальной поверхности диска ровного сероватого или светло-коричневого цвета, брызгальца имеют белую окантовку. Вентральная поверхность диска белого цвета. Максимальная зарегистрированная ширина диска самок 100 см, самцы в целом мельче.

## Биология
Рацион этих скатов в основном составляют ракообразные и мелкие рыбы. Подобно прочим хвостоколообразным Himantura lobistoma  относится к яйцеживородящим рыбам. Эмбрионы развиваются в утробе матери, питаясь желтком и гистотрофом. Ширина диска новорожденных около 18 см. Самцы и самки достигают половой зрелости при ширине диска 49 см и 70 см соответственно. 

## Взаимодействие с человеком
Himantura lobistoma являются объектом целевого лова. Их добывают с помощью прибрежных тралов и донных ярусов. Вид страдает от интенсивного промысла и ухудшения условий среды обитания, обусловленного антропогенными факторами. Международный союз охраны природы присвоил этому виду  статус сохранности «Уязвимый». 